# 馬丁·威爾克
馬丁·布拉德伯里·威爾克 OC（1922年12月18日—2013年2月19日）是一名加拿大統計學家，也是前任加拿大首席統計師。1965年，他與薩繆爾·桑福德·夏皮羅共同開發夏皮羅-威爾克檢驗，可以指出一個數字樣本如果來自高斯分布，是否會有異常。他與拉馬納坦·格納德斯坎一起開發了許多重要的資料分析圖形技術，包括分位圖和P-P圖。

## 生平
威爾克出生於魁北克省蒙特婁，1945年獲得麥基爾大學的化學工程學士學位。1945年至1950年間，他在加拿大國家研究院擔任原子能計畫的研究化學工程師。1951年至1955年，他在愛荷華州立大學擔任研究助理、講師和助理教授，並於1953年獲得統計學碩士學位，1955年在奧斯卡·肯普索恩的指導下獲得統計學博士學位。1955年到1957年間，他擔任普林斯頓大學統計技術研究小組的助理研究員和助理主任。1959年至1963年，他在羅格斯大學擔任教授兼統計學研究主任。
1956年，他加入貝爾實驗室，1970年加入AT&T。1976年至1980年，他擔任助理副總裁-企業規劃總監。1980年至1985年，他擔任加拿大首席統計師。
1981年，他被卡爾頓大學委任為統計學兼任教授。
1962年，他獲選為美國統計學會院士。1999年，他被授予加拿大官佐勳章，以表彰他「在與我國國家統計體系有關的重要事項上所提供的精闢指導」。